# Bobby Hackett (nuotatore)
Robert William Hackett- detto Bobby- (New York, 15 agosto 1959) è un ex nuotatore statunitense.

## Carriera
Specializzato nello stile libero, ha vinto la medaglia d'argento ai Giochi Olimpici di Montréal 1976 sulla distanza dei 1500 m.

## Palmarès
- Giochi olimpici estivi

Montreal 1976: argento nei 1500m stile libero.
- Mondiali

Berlino 1978: oro nella 4x200m stile libero e bronzo nei 1500m stile libero.
- Giochi Panamericani

Città del Messico 1975: oro nei 1500m stile libero e argento nei 400m stile libero.
San Juan 1979: bronzo nei 1500m stile libero.